# 三重県道19号津停車場線
三重県道19号津停車場線（みえけんどう19ごう つていしゃじょうせん）は、三重県津市を通る県道（主要地方道）である。

## 概要

### 路線データ
- 起点：津市羽所町345番地先[1][4]（津停車場[2]）
- 終点：津市栄町三丁目263番地先[1][4]（津駅入口交差点＝国道23号交点）
- 総延長：176.1 m[1]
- 実延長：176.1 m[1]
- 幅員：36.00m（車道：19.50m、中央帯：2.50m、歩道6.0m×2）[5]

## 歴史
- 1954年（昭和29年）12月25日：認定[1][2]。認定当時の整理番号は22[2]。
- 1993年（平成5年）5月11日 - 建設省から、県道津停車場線が津停車場線として主要地方道に指定される[6]。
- 2007年（平成19年）4月1日：整理番号を19に、終点を津市栄町から津市に変更[3]。

## 路線状況

### 利用状況
交通量
| 地点           | 平日12時間        | 平日24時間        |
| 地点           | 2005年度⇒2010年度 | 2005年度⇒2010年度 |
| 津市栄町三丁目 | 4,962台⇒3,565台   | 6,054台⇒4,741台   |

## 地理

### 通過する自治体
- 津市

### 交差する道路

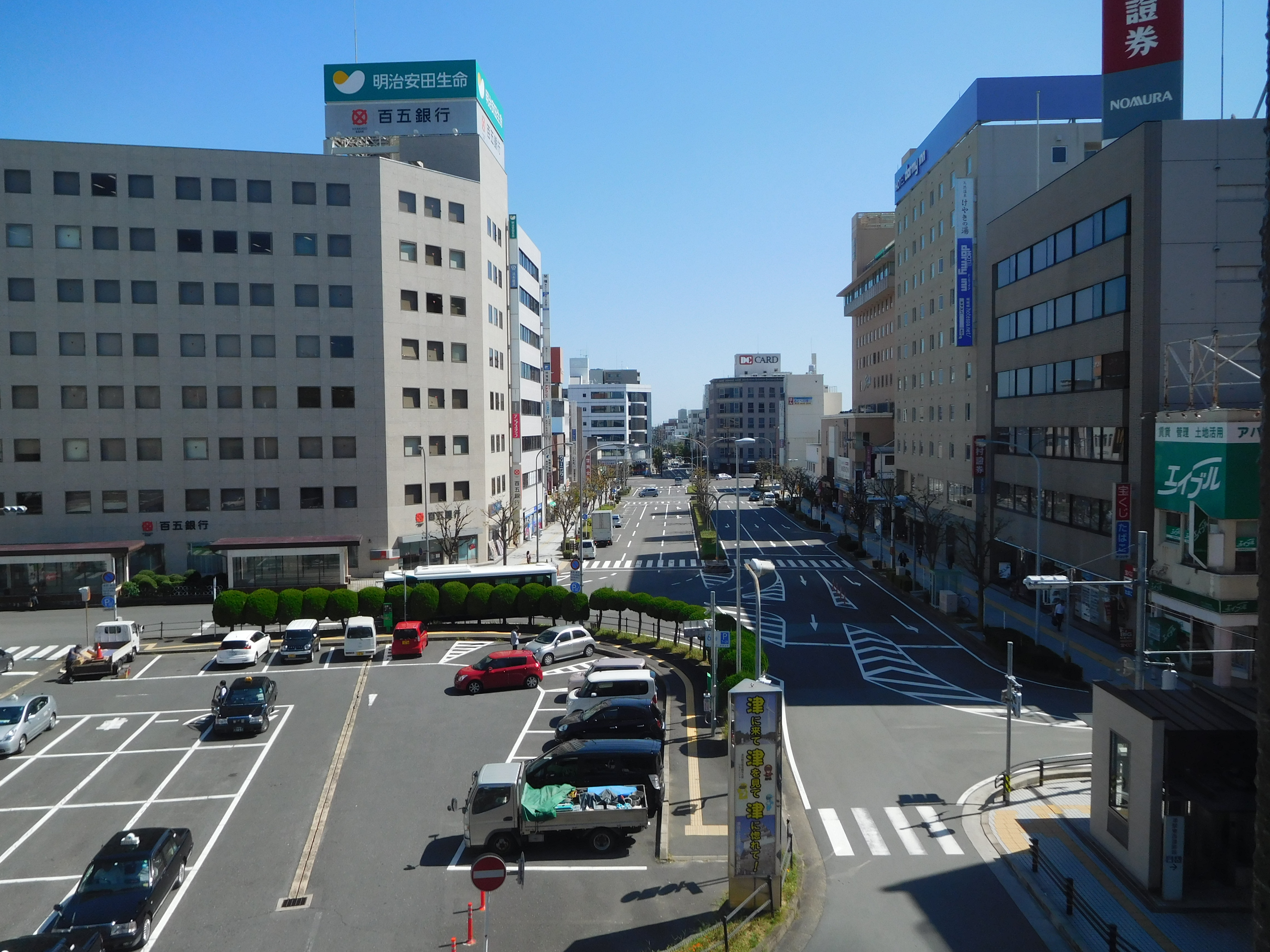
起点

- 国道23号（津駅入口交差点、終点）

### 沿線にある施設など
- JR紀勢本線・近鉄名古屋線・伊勢鉄道伊勢線 津駅
- 百五銀行 津駅前支店
- 津信用金庫 津駅前支店
- 津駅前郵便局
- APOA　HOTEL津